# Afripol
El Mecanismo de Cooperación Policial de la Unión Africana (Afripol) es una agencia de policía criminal africana que facilita el intercambio de información entre las fuerzas policiales nacionales en cuestiones de delincuencia internacional, terrorismo, narcóticos o tráfico de armas dentro de África.

## Historia
La idea de la creación de Afripol comenzó a tomar forma durante la 22.ª conferencia regional africana de Interpol, que se celebró del 10 al 12 de septiembre de 2013 en Orán. Esta conferencia contó con el apoyo unánime de los 41 jefes de policía africanos presentes, concretando así la creación de Afripol.
La conferencia africana de directores e inspectores generales de policía de Afripol, organizada en Argel el 10 y 11 de febrero de 2014, constituyó la principal línea de demarcación al haber traducido en hechos las aspiraciones legítimas de los jefes de policía, mediante la adopción unánime del documento conceptual y la Declaración de Argel.
Durante la 23ª Cumbre de la Unión Africana celebrada en Malabo del 20 al 27 de junio de 2014, los jefes de Estado y de gobierno africanos adoptaron "la visión común compartida por los jefes de policía" a través de la Declaración de Argel.
En octubre de 2018, el Comisionado de Paz y Seguridad de la Unión Africana anunció que más de 40 países estaban trabajando juntos a través de Afripol. Esto se refleja en la existencia de oficinas de enlace en cuarenta países, como destacó Smaïl Chergui en la apertura de la 2ª asamblea general de Afripol, que reunió a los jefes de policía de los Estados miembros.
En octubre de 2018, Afripol anunció un acuerdo de cooperación con la Interpol para enero de 2019, Afripol “centraría sus esfuerzos en la lucha contra el terrorismo, los delitos transnacionales y los delitos electrónicos» y en enero se firmaría «un acuerdo de cooperación con la Interpol» , añadió el Sr. Cherguí. El ministro argelino del Interior, Noureddine Bedoui, pidió por su parte "Un enfoque africano común para la cooperación y los intercambios.» para afrontar los principales desafíos de seguridad del continente que son «terrorismo, trata de personas, narcotráfico y ciberdelincuencia».
En mayo de 2023, Afripol dio su aprobación al registro de la propuesta de Argelia como miembro permanente en el Buró Ejecutivo de la organización.

## Misión
En última instancia, Afripol permitirá el desarrollo de una estrategia africana armonizada para combatir el crimen, que abarque el diseño y la implementación.
También facilitará el fortalecimiento de las capacidades analíticas de las fuerzas policiales africanas para evaluar las amenazas criminales y desarrollar respuestas apropiadas y la consolidación de la coordinación de las fuerzas policiales desplegadas en el contexto de las operaciones de apoyo a la paz.
La misión de Afripol será desarrollar las capacidades de las fuerzas policiales africanas, en particular a través de programas de formación específicos adaptados a las realidades de los contextos africanos, el establecimiento de centros africanos de excelencia particularmente en vigilancia científica y técnica, análisis criminal, lucha contra ciberdelincuencia y lucha contra el tráfico ilícito de drogas.
También permitirá la popularización de buenas prácticas en la gobernanza de los cuerpos policiales, el respeto a los derechos humanos y la ética policial, la gestión democrática de las alteraciones del orden público, así como el establecimiento de políticas comunitarias y de comunicación con la población con el objetivo de una participación ciudadana en la prevención y lucha contra la delincuencia en todas sus formas.
Finalmente, la mejora de las competencias, los medios científicos y tecnológicos y las capacidades de intervención de las fuerzas policiales africanas serán objetivos que se alcanzarán en el marco de Afripol, mediante asistencia técnica mutua en materia de formación, intercambio de experiencias, conocimientos y buenas prácticas en particular en materia de análisis forense y criminal, y en el uso de nuevas tecnologías y soluciones de seguridad innovadoras.

## Sede
La sede de Afripol está situada en Ben Aknoun, en la provincia de Argel. Cubre 1,4 hectáreas . La estructura cuenta con 28 despachos y dos grandes salas de reuniones.

## Estados miembros
Todos los Estados reconocidos internacionalmente de África, así como la República Árabe Saharaui Democrática (RASD), son miembros de la Afripol, a excepción de los territorios gobernados por potencias europeas. A continuación los Estados miembros de Afripol: